# Méry-Corbon
Méry-Corbon és un municipi francès situat al departament de Calvados i a la regió de Normandia. L'any 2007 tenia 805 habitants.

## Demografia

### Població
El 2007 la població de fet de Méry-Corbon era de 805 persones. Hi havia 305 famílies de les quals 60 eren unipersonals (24 homes vivint sols i 36 dones vivint soles), 83 parelles sense fills, 119 parelles amb fills i 43 famílies monoparentals amb fills.
La població ha evolucionat segons el següent gràfic:
Habitants censats

### Habitatges
El 2007 hi havia 341 habitatges, 312 eren l'habitatge principal de la família, 12 eren segones residències i 17 estaven desocupats. 323 eren cases i 13 eren apartaments. Dels 312 habitatges principals, 254 estaven ocupats pels seus propietaris, 53 estaven llogats i ocupats pels llogaters i 5 estaven cedits a títol gratuït; 6 tenien una cambra, 16 en tenien dues, 40 en tenien tres, 77 en tenien quatre i 174 en tenien cinc o més. 239 habitatges disposaven pel capbaix d'una plaça de pàrquing. A 156 habitatges hi havia un automòbil i a 132 n'hi havia dos o més.

### Piràmide de població
La piràmide de població per edats i sexe el 2009 era:
| Homes | Edats   | Dones |
| ----- | ------- | ----- |
| 0     | 95 o +  | 0     |
| 0     | 90 a 94 | 8     |
| 0     | 85 a 89 | 4     |
| 4     | 80 a 84 | 0     |
| 8     | 75 a 79 | 20    |
| 4     | 70 a 74 | 12    |
| 24    | 65 a 69 | 24    |
| 12    | 60 a 64 | 16    |
| 20    | 55 a 59 | 20    |
| 28    | 50 a 54 | 60    |
| 56    | 45 a 49 | 36    |
| 40    | 40 a 44 | 60    |
| 16    | 35 a 39 | 16    |
| 20    | 30 a 34 | 12    |
| 24    | 25 a 29 | 32    |
| 24    | 20 a 24 | 20    |
| 52    | 15 a 19 | 56    |
| 40    | 10 a 14 | 28    |
| 28    | 5 a 9   | 12    |
| 12    | 0 a 4   | 4     |

## Economia
El 2007 la població en edat de treballar era de 567 persones, 408 eren actives i 159 eren inactives. De les 408 persones actives 362 estaven ocupades (204 homes i 158 dones) i 47 estaven aturades (22 homes i 25 dones). De les 159 persones inactives 48 estaven jubilades, 54 estaven estudiant i 57 estaven classificades com a «altres inactius».

### Ingressos
El 2009 a Méry-Corbon hi havia 350 unitats fiscals que integraven 918 persones, la mediana anual d'ingressos fiscals per persona era de 17.638 €.

### Activitats econòmiques
Dels 37 establiments que hi havia el 2007, 1 era d'una empresa extractiva, 2 d'empreses alimentàries, 1 d'una empresa de fabricació d'altres productes industrials, 7 d'empreses de construcció, 8 d'empreses de comerç i reparació d'automòbils, 1 d'una empresa de transport, 4 d'empreses d'hostatgeria i restauració, 1 d'una empresa d'informació i comunicació, 2 d'empreses immobiliàries, 2 d'empreses de serveis, 5 d'entitats de l'administració pública i 3 d'empreses classificades com a «altres activitats de serveis».
Dels 13 establiments de servei als particulars que hi havia el 2009, 1 era una oficina de correu, 1 taller de reparació d'automòbils i de material agrícola, 2 paletes, 1 guixaire pintor, 1 fusteria, 1 lampisteria, 1 perruqueria, 1 veterinari, 3 restaurants i 1 saló de bellesa.
Dels 5 establiments comercials que hi havia el 2009, 2 eren botiges de menys de 120 m², 1 una botiga de menys de 120 m², 1 una fleca i 1 una perfumeria.
L'any 2000 a Méry-Corbon hi havia 11 explotacions agrícoles que ocupaven un total de 518 hectàrees.

## Equipaments sanitaris i escolars
L'únic equipament sanitari que hi havia el 2009 era una farmàcia.
El 2009 hi havia una escola elemental.

## Poblacions més properes
El següent diagrama mostra les poblacions més properes.